# SN 1999da
SN 1999da – supernowa typu Ia odkryta 10 lipca 1999 roku w galaktyce NGC 6411. Jej maksymalna jasność wynosiła 16,84m.